# Plongeur CMAS 1 étoile
Le niveau plongeur CMAS 1 étoile ("one star diver" en anglais) est le premier niveau de plongeur défini par la Confédération mondiale des activités subaquatiques (CMAS).
Il permet d'effectuer des plongées sans paliers jusqu'à une profondeur maximum de 20 mètres.
Les niveaux de plongeur CMAS ont été définis afin de permettre aux plongeurs de voir leurs qualifications locales reconnues à l'étranger. Le niveau de plongeur CMAS 1 étoile est généralement obtenu par équivalence à l'obtention du premier brevet de plongée des fédérations nationales membres de la CMAS. En France, il est obtenu par équivalence à l'obtention du brevet de plongeur niveau 1 de la Fédération française d'études et de sports sous-marins (FFESSM).

## Prérogatives
Le plongeur titulaire du niveau CMAS 1 étoile peut effectuer des plongées répondant aux six critères suivants  :
- Le gaz respiré est l'air.
- La plongée se fait sans paliers de décompression.
- La plongée a lieu en plein jour.
- Une remontée verticale doit être possible à tout moment.
- Un support approprié doit être disponible en surface.
- Les conditions rencontrées ne doivent pas être plus difficiles que les conditions rencontrées pendant la formation.